# Sveučilište Privredna akademija
Sveučilište Privredna akademija (srp. Универзитет Привредна академија, Univerzitet Privredna akademija) jest privatno sveučilište u Novom Sadu. Osnovao ga je Slavko Carić 6. listopada 2000. godine i drugo je privatno sveučilište po veličini u Srbiji.

## Fakulteti
- Pravni fakultet za gospodarstvo i pravosuđe
- Fakultet za ekonomiju i inženjerski menadžment
- Stomatološki fakultet
- Fakultet za primenjeni menadžment, ekonomiju i financije
- Farmaceutski fakultet
- Fakultet suvremenih umjetnosti
- Fakultet za europske pravno-političke studije
- Fakultet društvenih znanosti
- Fakultet organizacionih studija

## Vanjske poveznice
- Službena stranica